# Stephen Herbert Langdon
Stephen Herbert Langdon, född 1876, död 19 maj 1937, var en brittisk assyriolog av amerikanskt ursprung.
Langdon blev 1918 professor i Oxford. Han utgav babyloniska och sumeriska religiösa texter och behandlade frågan om de sumeriska fruktbarhetsgudinnorna Tammuz and Ishtar (1914). Från 1922 förestod han de arkeologiska utgrävningarna i Kish.